# John Mayhew
John Mayhew (27. března 1947, Ipswich, Anglie, Spojené království – 26. března 2009, Glasgow) byl třetí bubeník progresivní rockové skupiny Genesis, ve které nahradil předchozího bubeníka Johna Silvera, v srpnu 1969. V srpnu 1970 byl nahrazen Philem Collinsem.